# Polímero estireno acrílico
Emulsión de agua de polímero estireno acrílico

## Procesos químicos de fabricación
El monómero suele ser el componente fundamental, aunque suelen usarse co-monómeros  para obtener las características deseadas en el polímetro final, en estos casos la reactividad relativa es un punto importante.
Generalmente, en los procesos de polimerización en emulsión el monómero es prácticamente insoluble en agua.
Es común usar un monómero soluble como el ácido acrílico para aumentar la solubilidad coloidal de las partículas y auxiliar a la estabilización estérica
La emulsión por polimerización es una reacción heterogénea no catalítica. El modelo de reacción mecanistico está basado en la mezcla de un monómero y un emulsionante en agua para devolver tanto gotas de monómero como monómero solubilizado en miscelas. El radical libre es generado en la fase acuosa y puede entrar tanto en la gota de monómero como en la miscela hinchada con monómero. Un proceso de polimerización por emulsión típico produce un diámetro promedio de gota de monómero de 30 mil nanómetros y un diámetro de miscela de alrededor de 5 nm. El radical libre preferencialmente entra en las miscelas hinchadas con monómero para iniciar la polimerización. Esta hipótesis está apoyada por el argumento de que el diámetro de la partícula final es mucho menor que el diámetro de la gota y que el número correspondiente de partículas de látex es mucho mayor que el número de gotas de emulsión presentes al comienzo del proceso.
La dependencia de partícula – número en concentración del emulsionante elevado a 0.6 y la concentración del iniciador elevado a la 0.4 también fue desarrollado y el trabajo experimental ha mostrado su aplicabilidad a monómeros relativamente insolubles en agua como el estireno debajo de una concentración de 3x 10 14 partículas/ml. 
La solubilidad en agua del estireno a 40° es 0.03 g/100g de H2O, mientras que el agregado de metanol la aumenta a alrededor del 3%.
Generalmente el proceso de polimerización de emulsión se divide en 3 intervalos. La formación de partículas ocurre el intervalo I, y dependiendo de la solubilidad en agua del monómero normalmente termina cerca del 1 a 5 % de conversión. El intervalo II se caracteriza por el crecimiento de las partículas primarias y termina cuando la fase de monómero separado desaparece. En el intervalo III el volumen de la partícula decrece, esto es, la concentración del monómero en la partícula disminuye, con un incremento correspondiente en la viscosidad del polímero.
La solubilización incluye el proceso de difusión de un monómero separado a la miscela. La emulsificación ocurre más allá del punto de saturación de monómeros de las miscelas con una mayor adición de monómero. El  estireno es un monómero relativamente insoluble en agua a 50 °C la concentración de saturación es 0.04g/100ml H2O. La presencia de 0.093M de palmitato de potasio (emulsionante) aumenta la solubilidad del estireno a 1.47g/100ml.
Hay un fuerte efecto de la temperatura en la solubilización de un aceite en la solución acuosa de un emulsionante no iónico lo cual resulta de un cambio en el balance hidrofilico-lipofilico (HLB) del emulsionante.
El tamaño de la gota de monómero emulsificado es crítico para alterar el mecanismo de polimerización de emulsión. Las mezclas de emulsionante aniónico y alcohol con grasas de cadena larga llevan a una distribución amplia de los tamaños de las gotas para el estireno. HLB y PIT indican la presencia de interacción monómero – emulsionante, y la tasa de reacción, viscosidad y tamaño de partícula están relacionados con esto.

## Materias primas
- Acrilato de butilo
- Estireno
- Ácido Acrílico
- Persulfato de sodio
- Bicarbonato de sodio
- NDDM
- Hidroquinona
- Agua
- Nonil fenol etoxidado con 25 mol de óxido de etileno sulfato de sodio
- Nonil fenol etoxidado con 25 mol de óxido de etileno

## Aspectos ambientales
El producto en sí mismo según su ficha técnica afecta ojos, mucosas, piel y es peligrosa su ingestión.